# Efrajim Ejtam
Efrajim Ejtam (hebrejsky: אפרים איתם, též Effi Ejtam, אפי איתם) je izraelský politik a bývalý poslanec Knesetu za stranu ha-Ichud ha-Le'umi (Národní jednota).

## Biografie
Narodil se 25. července 1952 v kibucu Ejn Gev. Sloužil v izraelské armádě, kde dosáhl hodnosti brigádního generála (Tat Aluf). Během své vojenské kariéry byl za své hrdinské činy během jomkipurské války vyznamenán medailí Za zásluhy. Mimo to se zúčastnil operace Entebbe, kde velel jednotce Sajeret Golani, velel pěšímu praporu během operace Lítání a během první intifády velel brigádě Givati. Hovoří hebrejsky a anglicky. Vysokoškolské vzdělání bakalářského typu získal na Haifské univerzitě, kde v současnosti pokračuje v magisterském studiu.

## Politická dráha
V izraelském parlamentu zasedl poprvé po volbách do Knesetu v roce 2003, ve kterých kandidoval za Národní náboženskou stranu. Během volebního období se pak od ní odtrhl a založil vlastní politickou formaci Achi. V letech 1996–1999 byl členem výboru pro zahraniční záležitosti a obranu. Mandát obhájil ve volbách do Knesetu v roce 2006, nyní již za střechovou kandidátní listinu ha-Ichud ha-Le'umi, do níž jako jedna ze součástí vplynula i strana Achi. Zasedal ve výboru pro zahraniční záležitosti a obranu, výboru pro vnitřní záležitosti a životní prostředí. Předsedal prověrkovému parlamentnímu týmu pro výcvik vysokých důstojníků izraelské armády. Ještě před koncem volebního období přešla strana Achi z ha-Ichud ha-Le'umi do strany Likud.
Voleb do Knesetu v roce 2009 se Ejtam neúčastnil.
Zastával i vládní posty. V období duben–září 2002 byl ministrem bez portfeje. V letech 2002–2003 držel post ministr národní infrastruktury. V letech 2003–2004 pak sloužil na pozici ministra bydlení a výstavby.